# تصوير الحياة البرية

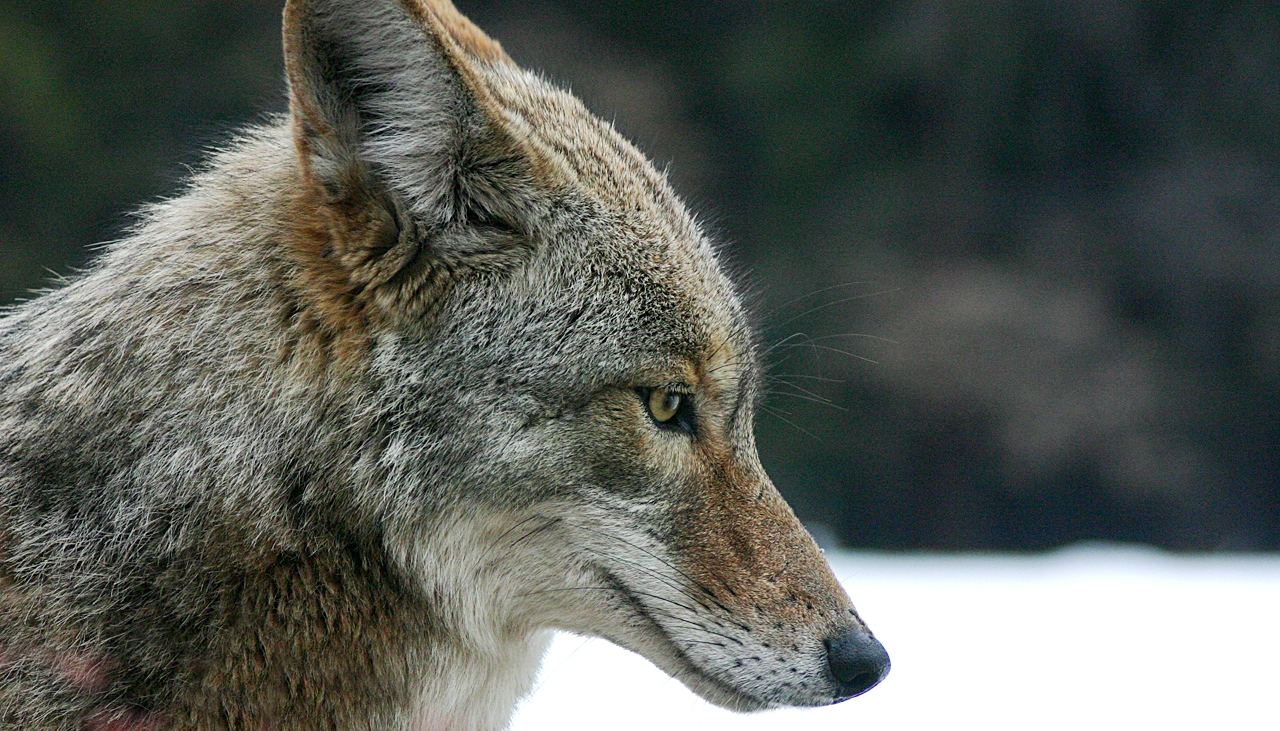
تصوير ذئب

تصوير الحياة البرية هو تصوير الحياة البرية بشكل عام من حيوانات وطيور وزواحف, وهذا النوع من التصوير يحتاج إلى الدقة والمراقبة لاقتناص أفضل الصور للحيوان مع دراسة شامله لبيئة الحيوان قبل التصوير لمعرفة أماكن تواجد الحيوانات ووقت التكاثر.